# Littérature indonésienne
 (août 2024).

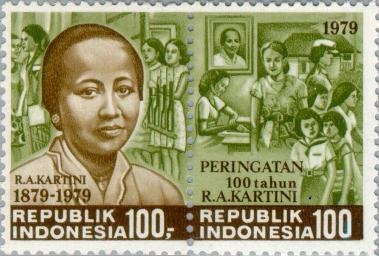
Timbre indonésien de 1979 commémorant le centenaire de la naissance de Kartini

La littérature indonésienne correspond à la littérature provenant d'Indonésie, ou écrite en indonésien. Le poète indonésien Sapardi Djoko Damono propose de limiter le champ de la littérature indonésienne moderne aux textes imprimés, car l'imprimerie « marque la division entre les littératures ancienne et moderne ».
L'Indonésie a proclamé son indépendance en 1945. Toutefois, le Serment de la Jeunesse prononcé en 1928 par des représentants d'organisations de la jeunesse autochtone dans ce qui était encore les Indes orientales néerlandaises exprime déjà l'aspiration à « une nation : la nation indonésienne, une langue : l'indonésien, un pays : l'Indonésie ». Ce que les indépendantistes appellent alors « indonésien » correspond au malais, qui faisait office de lingua franca depuis des siècles entre les différents peuples de l'archipel.
On considère donc que la littérature écrite en malais dès les années 1920 dans une perspective nationaliste indonésienne fait partie de la « littérature indonésienne ».
On peut inclure dans la littérature indonésienne les écrits de personnes que l'Indonésie considère comme participant du mouvement national. La plus éminente de ces personnes est Raden Ayu Kartini, aristocrate javanaise qui écrivait en néerlandais pour dénoncer la condition des femmes javanaises de son époque.

## Langues
On considère qu'au moins mille langues sont ou ont été parlées dans l'archipel. Chacune possède potentiellement une littérature, écrite ou orale. Le malais est la lingua franca. L'indonésien se construit sur ces bases.
- Langues en Indonésie, Langues d'Indonésie
- Javanais

## Pujangga Lama, littérature indonésienne ancienne

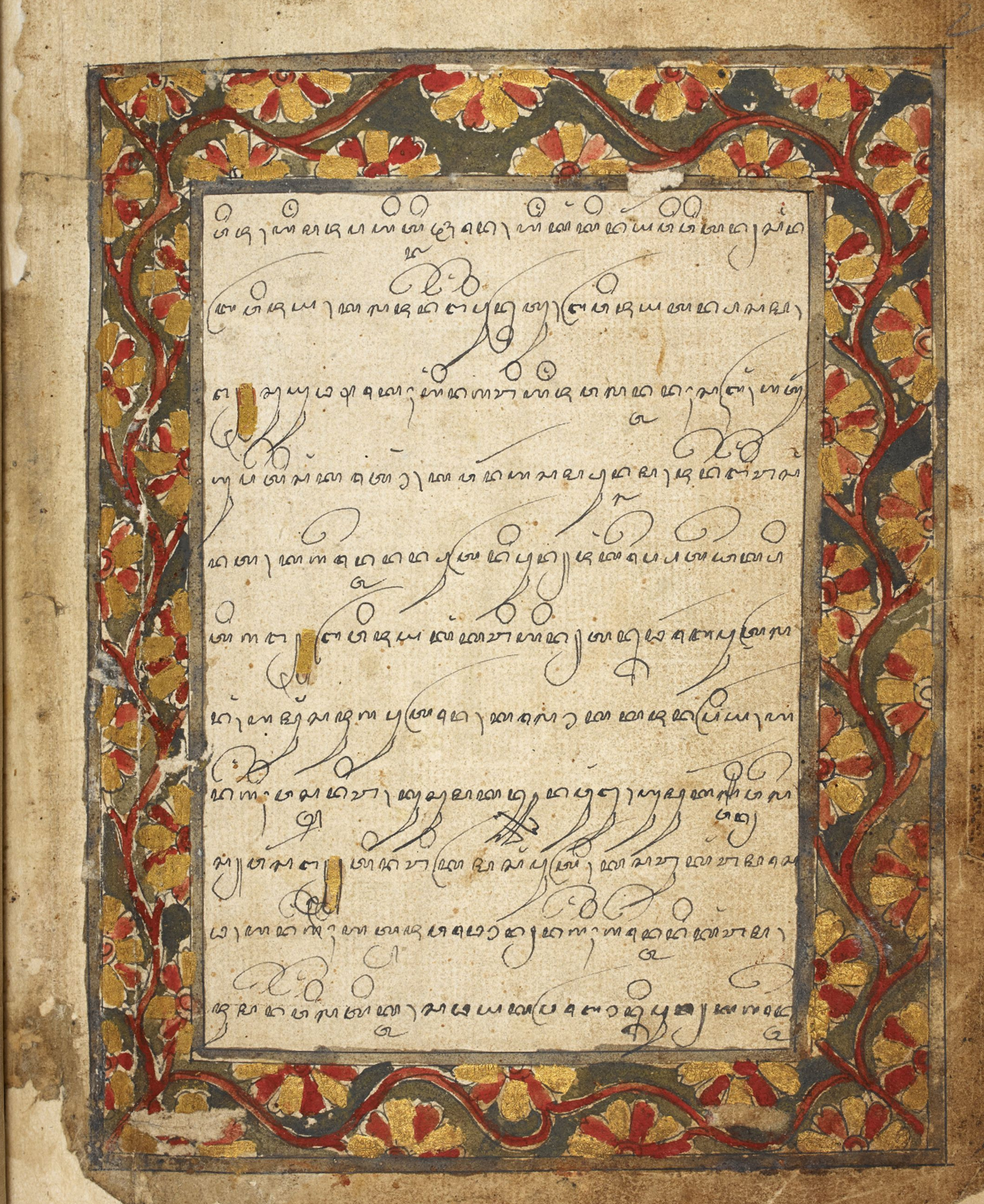
Page du Serat Damar Wulan

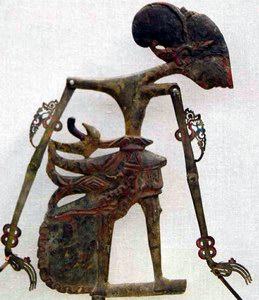
Damar Wulan, Wayang Klitik de Java-Est, vers 1900

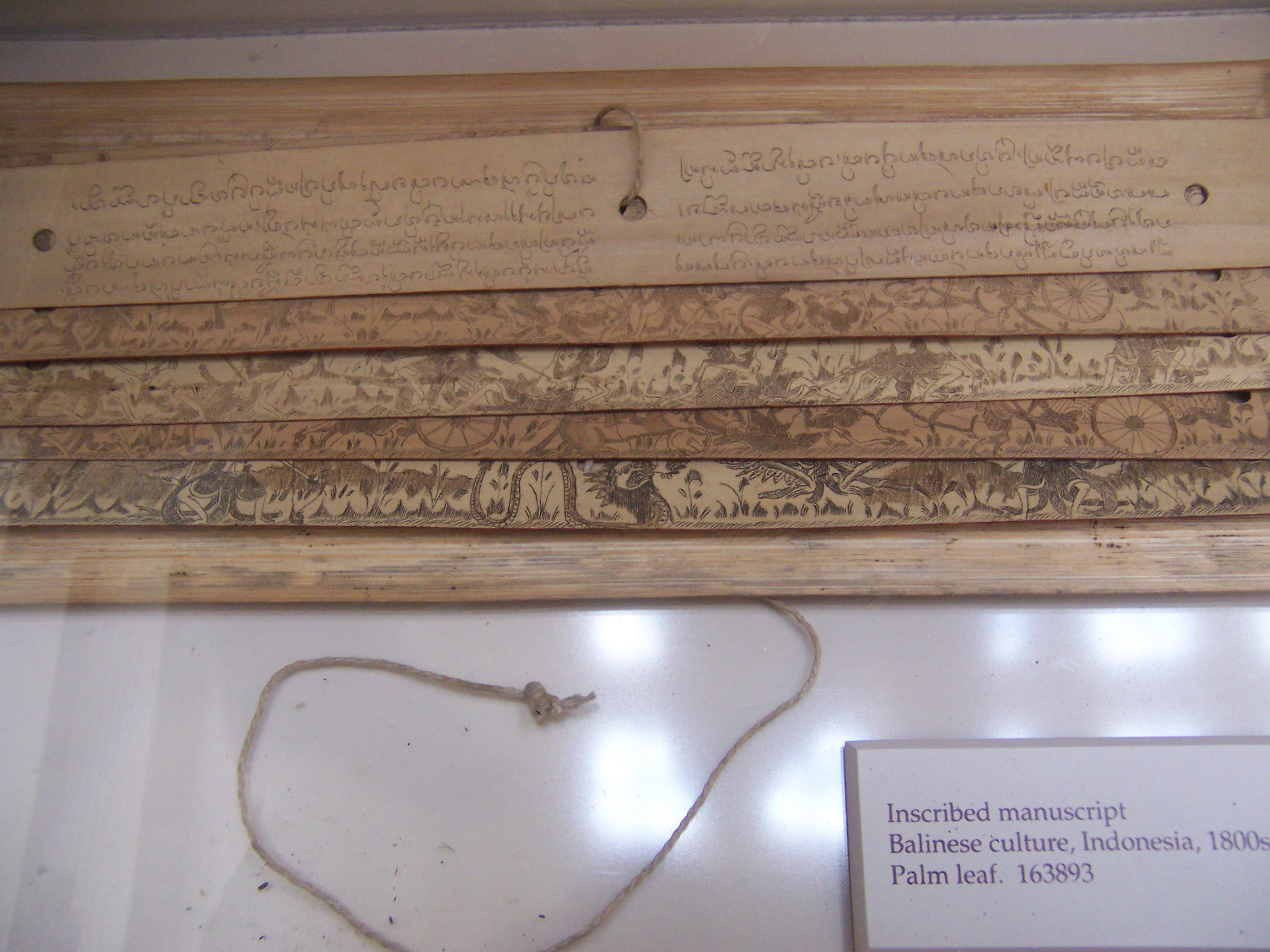
Manuscrit balinais sur feuilles de palmier (ôles)

La période des « Poètes anciens » (Pujangga Lama) qualifie les textes écrits pendant la période classique indonésienne, ou hindou-bouddhique, d'un millier d'années, avant la propagation de l'Islam en Indonésie (en) (1000-1600). Les genres traditionnels sont la poésie narrative (syair), les chroniques (babad), les contes et fables (hikayat), les proverbes et les aphorismes (gurindam) et les quatrains (pantun).
- Hindouisme (en sanskrit) puis bouddhisme
- Manuscrits sur ôles[2],[3]
- Kawi ou vieux javanais, d'écriture kawie dérivée de l'écriture pallava
- Bugis, ethnie de Sud-Sulawesi, et langue bugi d'écriture lontara
- Kakawin (850-1550), récits poétiques, en kawi
- Arjunawiwaha (1030-1040)
- Bharatayuddha (1157)
- La Galigo (1300-1450 ?), immense épopée, en bugis ancien
- Pararaton (1350 ?) ou Livre des Rois, en kawi
- Manuscrit de Tanjung Tanah (1350c)
- Nagarakertagama (1365) (de Mpu Prapanca, sur Hayam Wuruk et Trowulan)
- Calon Arang (1500c), en moyen-javanais
- Arts de scène : théâtre d'ombres Wayang, héritage hindou à Java
  - Damar Wulan, héros du théâtre d'ombres

## Sastra Melayu Lama, littérature indonésienne classique
L'expression désigne la littérature indonésienne à l'époque de la généralisation de l'Islam en Indonésie.
- Islam, puis Soufisme...
- Bujangga Manik (1500 ?), poésie classique de voyage
- Kidung (1500-1650), forme poétique en moyen javanais
- Kidung Sunda (vers 1550), geste de Sunda, récit de mariage royal, du roi Hayam Wuruk de Majapahit
- Manuscrit de Wangsakerta (potentiellement vers 1680)
- Serat Centhini (1814), compilation encyclopédique publiée tardivement

## L'époque coloniale (1508-1942)

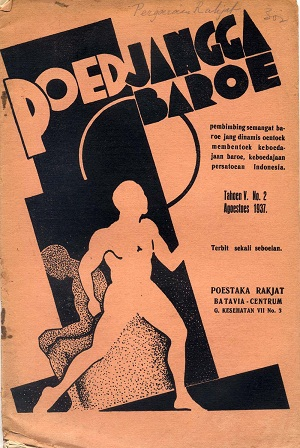
Le numéro d'août 1937 de la revue Poedjangga Baroe (« le nouveau poète »)

Les écrivains du pays Minangkabaus dans l'ouest de Sumatra jouent un rôle important pour littérature moderne indonésienne.
- Traductions de la Bible en indonésien (en)

- Littérature des Indes néerlandaises (en)
  - Contexte : Guerre anglo-néerlandaise de Java, Guerre des Padri, Guerre de Java, Guerre d'Aceh, Cultuurstelsel, Guerre de Lombok
  - W. R. van Hoëvell (1812-1879)
  - Multatuli (Eduard Douwes Dekker, 1820-1887) (Max Havelaar, 1860), Conrad Busken Huet (1826-1886)...
  - Justus van Maurik (1846-1904)...
  - Paulus Adrianus Daum (en) (1850-1898)...
  - Louis Couperus (1863–1923), Victor Ido (en) (1869–1948)...
  - Ernest Douwes Dekker (1879–1950), Kartini (1879-1904)...
  - Noto Soeroto (1888-1951), Maria Dermoût (1888-1962)...
  - Edgar du Perron (1899–1940)...
  - Beb Vuyk (en) (1905–1991), Rob Nieuwenhuys (en) (1908–1999), Sutan Sjahrir (1909-1966)...
  - Tjalie Robinson (en) (Vincent Mathieu, 1911-1974), Hella S. Haasse (1918-2011)...
  - Rudy Kousbroek (1929-2010)...
  - Adriaan van Dis (1946–), Ernst Jansz (1948–), Marion Bloem (1952–)...
- Mak Yong, forme de théâtre chanté royal de l'archipel des Îles Riau
- Tuhfat al-Nafis (en) (Le précieux cadeau, 1885), de Raja Ali Haji (en) (1808-1873)
- Budi Utomo, premier mouvement autochtone organisé (1908-1935), promouvant une éducation moderne
- Sarekat Dagang Islam (1911), association de marchands musulmans, devenue Sarekat Islam (1912),
- Le serment de la jeunesse (1928), début du nationalisme indonésien
- Sanusi Pane (1905-1968), musulman, proclame que les Indonésiens doivent chercher leur inspiration dans le passé pré-islamique de l'Indonésie.
- Mohammad Yamin (1903-1962) abandonne les formes traditionnelles malaises comme le pantun et publie les premiers poèmes modernes en indonésien en 1920.

En 1922, Marah Roesli (en) (1898-1968) publie Siti Nurbaya, le premier roman indonésien moderne, qui raconte un amour rendu tragique par le choc entre tradition et modernité.
- Lie Kim Hok (1853-1912)
- F. D. J. Pangemanann (1870-1910)
- Tirto Adhi Soerjo (1880-1918)
- Thio Tjin Boen (1885-1940)
- Noto Soeroto (1888–1951)
- Soekarno (1901-1970),
- Rustam Effendi (1903-1979), poète et dramaturge.
- Amir Hamzah (1911–1946)
- Suwarsih Djojopuspito (1912–1977)
- Chairil Anwar (1922-1949)
- Raden Ajeng Kartini, Sutan Sjahrir, Armijn Pane,...

### Angkatan Balai Pustaka
La génération de l'Office Colonial pour la littérature populaire (à partir de 1908)
- Merari Siregar (1896-1941)
  - Azab dan Sengsara (1920)
  - Binasa kerna Gadis Priangan (1931)
  - Cinta dan Hawa Nafsu
- Marah Roesli (1889-1968)
  - Sitti Nurbaya (1922)
  - La Hami (1924)
  - Anak dan Kemenakan (1956)
- Mohammad Yamin (1903-1962)
  - Tanah Air (1922)
  - Indonesia, Tumpah Darahku (1928)
  - Kalau Dewi Tara Sudah Berkata
  - Ken Arok dan Ken Dedes (1934)
- Nur Sutan Iskandar (1893-1975)
  - Apa Dayaku karena Aku Seorang Perempuan (1923)
  - Cinta yang Membawa Maut (1926)
  - Salah Pilih (1928)
  - Karena Mentua (1932)
  - Tuba Dibalas dengan Susu (1933)
  - Hulubalang Raja (1934)
  - Katak Hendak Menjadi Lembu (1935)
- Tulis Sutan Sati (1898-1942)
  - Tak Disangka (1923)
  - Sengsara Membawa Nikmat (1928)
  - Tak Membalas Guna (1932)
  - Memutuskan Pertalian (1932)
- Djamaluddin Adinegoro (1904-1967)
  - Darah Muda (1927)
  - Asmara Jaya (1928)
- Abas Soetan Pamoentjak
  - Pertemuan (1927)
- Abdul Muis (1886-1959)
  - Salah Asuhan (1928)
  - Pertemuan Djodoh (1933)
- Aman Datuk Madjoindo
  - Menebus Dosa (1932)
  - Si Cebol Rindukan Bulan (1934)
  - Sampaikan Salamku Kepadanya (1935)

### Angkatan Pujangga Baru
Les Nouveaux lettrés (à partir de 1933)
- Sutan Takdir Alisjahbana (1908-1994)
  - Dian yang Tak Kunjung Padam (1932)
  - Tebaran Mega (1935)
  - Layar Terkembang (1936)
  - Anak Perawan di Sarang Penyamun (1940)
- Hamka (1908-1981)
  - Di Bawah Lindungan Ka'bah (1938)
  - Tenggelamnya Kapal van der Wijck (1939)
  - Tuan Direktur (1950)
  - Didalam Lembah Kehidoepan (1940)
- Armijn Pane (1908-1970)
  - Belenggu (1940)
  - Jinak-jinak Merpati (1950)
  - Kisah Antara Manusia (1953)
  - Jiwa Berjiwa
  - Gamelan Djiwa (1960)
- Sanusi Pane (1905-1968)
  - Pancaran Cinta (1926)
  - Puspa Mega (1927)
  - Madah Kelana (1931)
  - Sandhyakala Ning Majapahit (1933)
  - Kertajaya (1932)
- Amir Hamzah (1911-1946)
  - Nyanyi Sunyi (1937)
  - Begawat Gita (1933)
  - Setanggi Timur (1939)
- Roestam Effendi (1903-1979)
  - Bebasari
  - Pertjikan Permenungan
- Sariamin Ismail (1909-1995)
  - Kalau Tak Untung (1933)
  - Pengaruh Keadaan (1937)
- Anak Agung Pandji Tisna (1909-1978)
  - Ni Rawit Ceti Penjual Orang (1935)
  - Sukreni Gadis Bali (1936)
  - I Swasta Setahun di Bedahulu (1938)
- J.E.Tatengkeng (1907-1968)
  - Rindoe Dendam (1934)
- Fatimah Hasan Delais
  - Kehilangan Mestika (1935)
- Said Daeng Muntu
  - Pembalasan
  - Karena Kerendahan Boedi (1941)
- Karim Halim (1918-1989)
  - Palawija (1944)

## Les 20 premières années de l'Indonésie indépendante (1945-1965)
Cette littérature moderne gagne en vitalité après l'indépendance. Durant les années de conflit entre la jeune république et l'empire colonial néerlandais, Chairil Anwar (1922-1949), un personnage ombrageux et rebelle, est la figure de proue du mouvement poétique Angkatan 45, la «génération de 45».
Dans le domaine culturel, les années 1960 sont marquées par l'antagonisme entre les intellectuels proches du Parti communiste indonésien, réunis dans le Lekra (Lembaga Kebudajaan Rakjat, « institut de culture populaire »), dont le plus connu est l'écrivain Pramoedya Ananta Toer, et les autres, dont la figure la plus éminente est l'écrivain Mochtar Lubis.

### Angkatan 1945:la Génération de 1945
- Amir Hamzah,
- Sitor Situmorang (1923-2014)

- Chairil Anwar (1922-1949)
  - Kerikil Tajam (1949)
  - Deru Campur Debu (1949)
- Asrul Sani (1927-2004), with Rivai Apin and Chairil Anwar
  - Tiga Menguak Takdir (1950)
- Idrus (1921-1979)
  - Dari Ave Maria ke Jalan Lain ke Roma (1948)
  - Aki (1949)
  - Perempuan dan Kebangsaan
- Achdiat Karta Mihardja (1911-2010)
  - Atheis (1949)
- Trisno Sumardjo
  - Katahati dan Perbuatan (1952)
- Utuy Tatang Sontani (1920-1979)
  - Suling (1948)
  - Tambera (1949)
  - Awal dan Mira (1962)
- Soeman Hs (1904-1999)
  - Percobaan Setia (1931)
  - Mencari Pencuri Anak Perawan (1932)
  - Kawan Bergelut (1941)
- Pramoedya Ananta Toer (1925-2006)
  - Kranji dan Bekasi Jatuh (1947)
  - Bukan Pasar Malam (1951)
  - Di Tepi Kali Bekasi (1951)
  - Keluarga Gerilya (1951)
  - Mereka yang Dilumpuhkan (1951)
  - Perburuan (1950)
  - Cerita dari Blora (1952)
  - Gadis Pantai (1965)

### Angkatan 1950 - 1960-an:la Génération des années 1950-1960
- Indonesian literature in the period 1950–65 (en)

- Nh. Dini (1936-2018)
  - Dua Dunia-- (1950)
  - Hati jang Damai (1960)
- Sitor Situmorang (1923-2014)
  - Dalam Sajak (1950)
  - Jalan Mutiara (1954)
  - Pertempuran dan Salju di Paris (1956)
  - Surat Kertas Hijau (1953)
  - Wadjah Tak Bernama (1955)
- Mochtar Lubis (1922-2004)
  - Tak Ada Esok (1950)
  - Jalan Tak Ada Ujung (1952)
  - Senja di Jakarta (1963)
  - Tanah Gersang (1964)
  - Si Djamal (1964)
  - Harimau! Harimau! (1975)
- Marius Ramis Dayoh
  - Putra Budiman (1951)
  - Pahlawan Minahasa (1957)
- Ajip Rosidi (1938-)
  - Tahun-tahun Kematian (1955)
  - Ditengah Keluarga (1956)
  - Sebuah Rumah Buat Hari Tua (1957)
  - Cari Muatan (1959)
  - Pertemuan Kembali (1961)
- Ali Akbar Navis (1924-2003)
  - Robohnya Surau Kami (1955)
  - Bianglala (1963)
  - Hujan Panas (1964)
  - Kemarau (1967)
- Toto Sudarto Bachtiar
  - Etsa (1956)
  - Suara (1958)
- Ramadhan K.H
  - Priangan si Jelita (1956)
- W.S. Rendra (1935-2009)
  - Balada Orang-orang Tercinta (1957)
  - Empat Kumpulan Sajak (1961)
  - Ia Sudah Bertualang (1963)
- Subagio Sastrowardojo (1924-1995)
  - Simphoni (1957)
- Nugroho Notosusanto (1930-1985)
  - Hujan Kepagian (1958)
  - Rasa Sayange (1961)
  - Tiga Kota (1959)
- Trisnojuwono (1925-1996)
  - Angin Laut (1958)
  - 'Di Medan Perang (1962)
  - Laki-laki dan Mesiu (1951)
- Toha Mochtar
  - Pulang (1958)
  - Gugurnya Komandan Gerilya (1962)
  - Daerah Tak Bertuan(1963)
- Purnawan Tjondronagaro
  - Mendarat Kembali (1962)
- Bokor Hutasuhut
  - Datang Malam (1963)

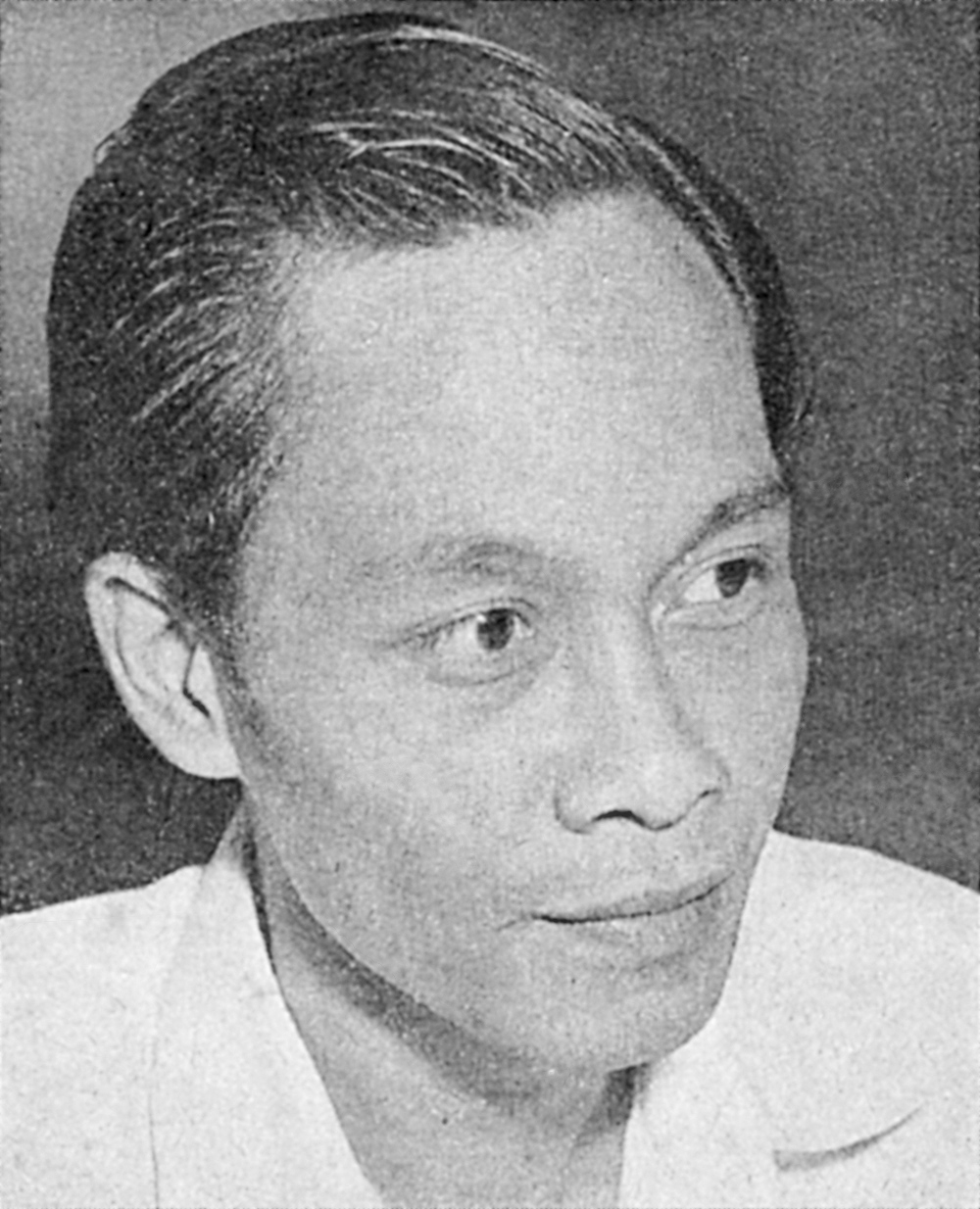
Pramoedya Ananta Toer
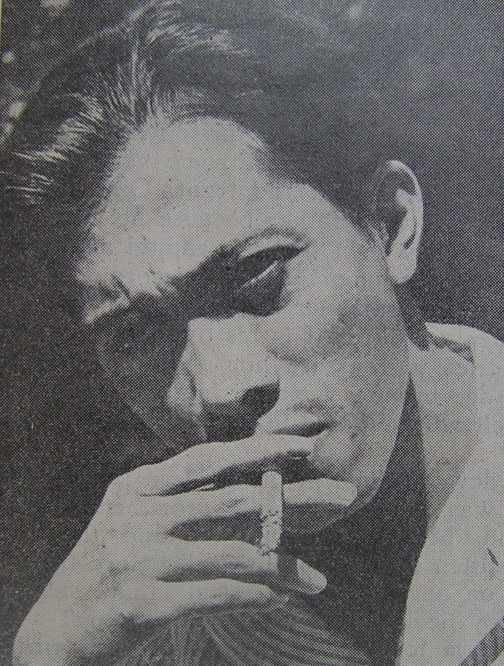
Chairil Anwar
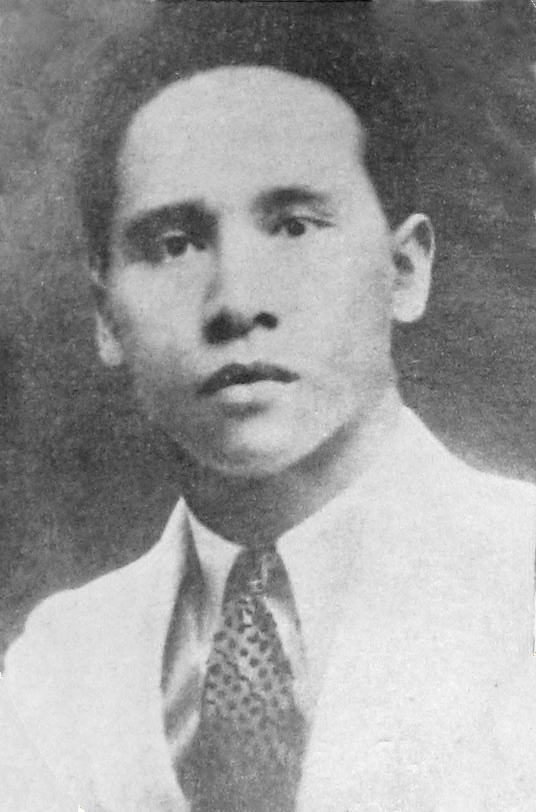
Amir Hamzah
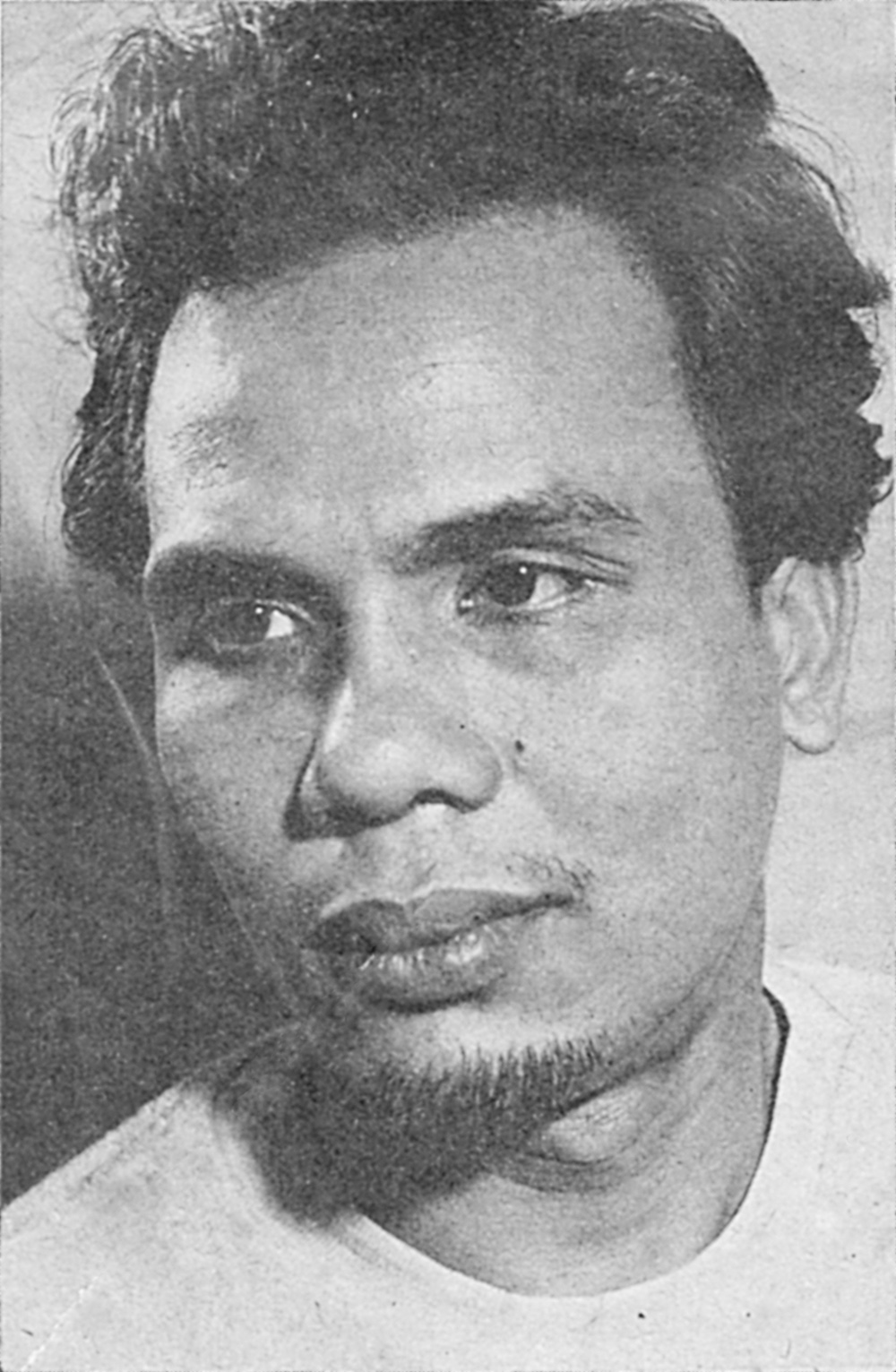
Sitor Situmorang
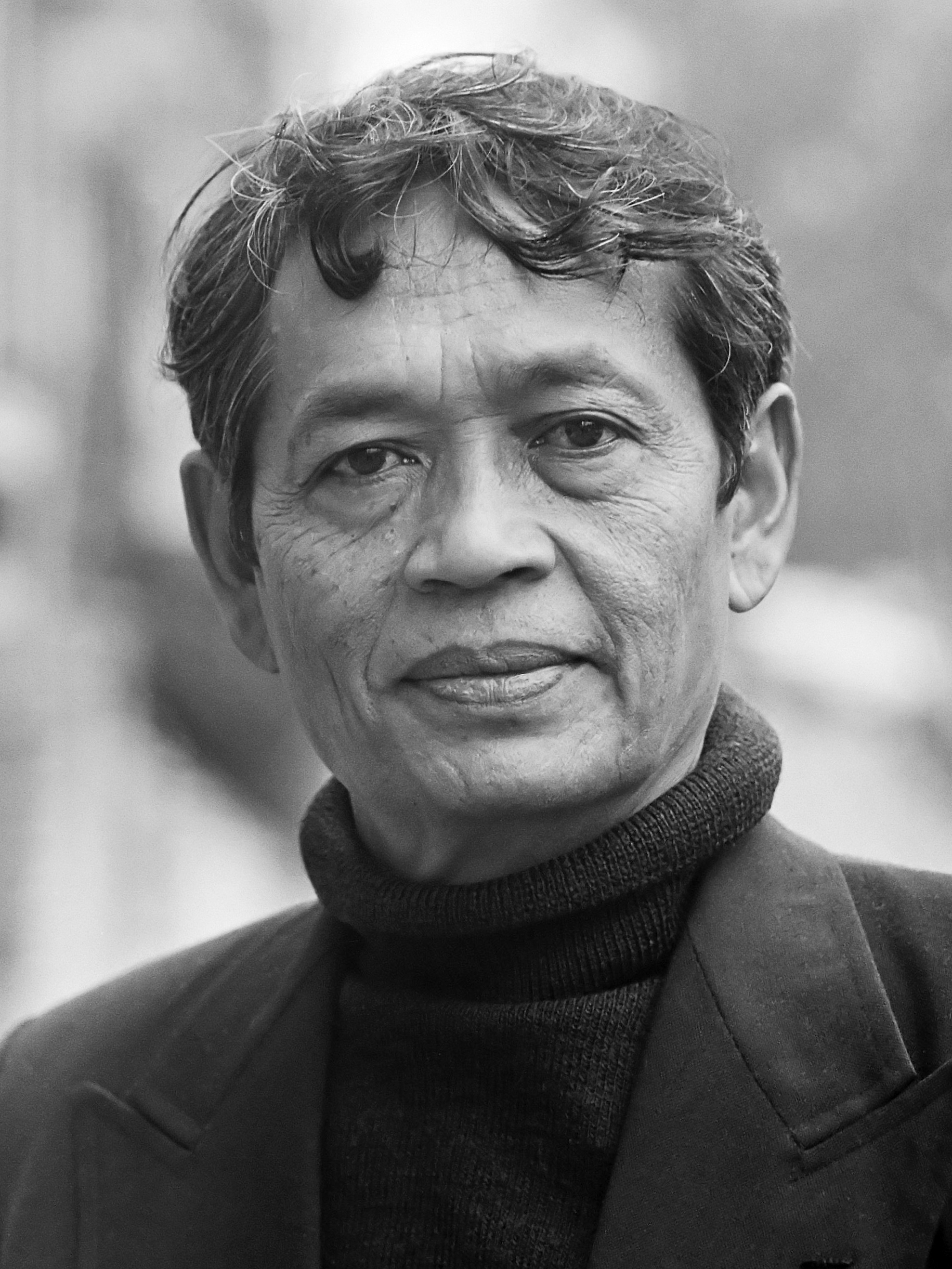
Mochtar Lubis

## L'époque de Soeharto (1965-1998)
La répression anti-communiste de 1965-1966 va faire des ravages chez les intellectuels indonésiens. La période Soehartone brille par une grande créativité.
Dans les dernières années de Soeharto surgit une nouvelle génération de jeunes écrivains et surtout écrivaines dont la plus remarquée est Ayu Utami, née en 1968.
- Littérature indoénsienne de l'exil (en) (après 1965)

### Angkatan 1966 - 1970-an:la Génération 1966-1979
- Goenawan Mohamad (1941-), Willibrordus S. Rendra (1935-2009), Pramoedya Ananta Toer (1925-2006), Ramadhan Karta Hadimadja (1927–2006), Putu Oka Sukanta (1939-)

- Taufiq Ismail (1935-)
  - Malu (Aku) Jadi Orang Indonesia
  - Tirani dan Benteng
  - Buku Tamu Musim Perjuangan
  - Sajak Ladang Jagung
  - Kenalkan
  - Saya Hewan
  - Puisi-puisi Langit
- Sutardji Calzoum Bachri (1941-)
  - O
  - Amuk
  - Kapak
- Abdul Hadi WM
  - Meditasi (1976)
  - Potret Panjang Seorang Pengunjung Pantai Sanur (1975)
  - Tergantung Pada Angin (1977)
- Sapardi Djoko Damono (1940-)
  - Dukamu Abadi (1969)
  - Mata Pisau (1974)
- Goenawan Mohamad (1941-)
  - Parikesit (1969)
  - Interlude (1971)
  - Potret Seorang Penyair Muda Sebagai Si Malin Kundang (1972)
  - Seks, Sastra, dan Kita (1980)
- Umar Kayam (1932-2002)
  - Seribu Kunang-kunang di Manhattan
  - Sri Sumarah dan Bawuk
  - Lebaran di Karet
  - Pada Suatu Saat di Bandar Sangging
  - Kelir Tanpa Batas
  - Para Priyayi
  - Jalan Menikung
- Danarto (1941-)
  - Godlob
  - Adam Makrifat
  - Berhala
- Nasjah Djamin
  - Hilanglah si Anak Hilang (1963)
  - Gairah untuk Hidup dan untuk Mati (1968)
- Putu Wijaya (1944-)
  - Bila Malam Bertambah Malam (1971)
  - Telegram (1973)
  - Stasiun (1977)
  - Pabrik
  - Gres
  - Bom
- Djamil Suherman (1924-)
  - Perjalanan ke Akhirat (1962)
  - Manifestasi (1963)
- Titis Basino
  - Dia, Hotel, Surat Keputusan (1963)
  - Lesbian (1976)
  - Bukan Rumahku (1976)
  - Pelabuhan Hati (1978)
  - Pelabuhan Hati (1978)
- Leon Agusta
  - Monumen Safari (1966)
  - Catatan Putih (1975)
  - Di Bawah Bayangan Sang Kekasih (1978)
  - Hukla (1979)
- Iwan Simatupang (1928-1970)
  - Ziarah (1968)
  - Kering (1972)
  - Merahnya Merah (1968)
  - Keong (1975)
  - RT Nol/RW Nol
  - Tegak Lurus Dengan Langit
- M.A Salmoen
  - Masa Bergolak (1968)
- Parakitri Tahi Simbolon
  - Ibu (1969)
- Chairul Harun
  - Warisan (1979)
- Kuntowijoyo (1943-2005)
  - Khotbah di Atas Bukit (1976)
- M. Balfas (1922-1975)
  - Lingkaran-lingkaran Retak (1978)
- Mahbub Djunaidi
  - Dari Hari ke Hari (1975)
- Wildan Yatim
  - Pergolakan (1974)
- Harijadi S. Hartowardojo
  - Perjanjian dengan Maut (1976)
- Ismail Marahimin (1934-2008)
  - Dan Perang Pun Usai (1979)
- Wisran Hadi (1945-2011)
  - Empat Orang Melayu
  - Jalan Lurus

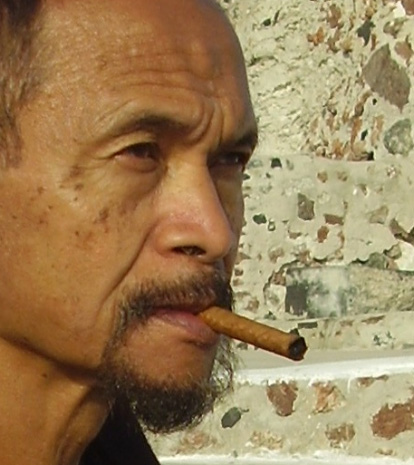
Goenawan Mohamad
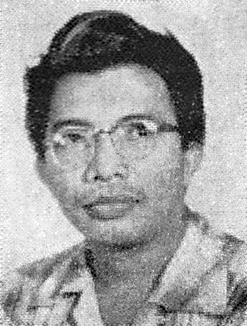
Iwan Simatupang
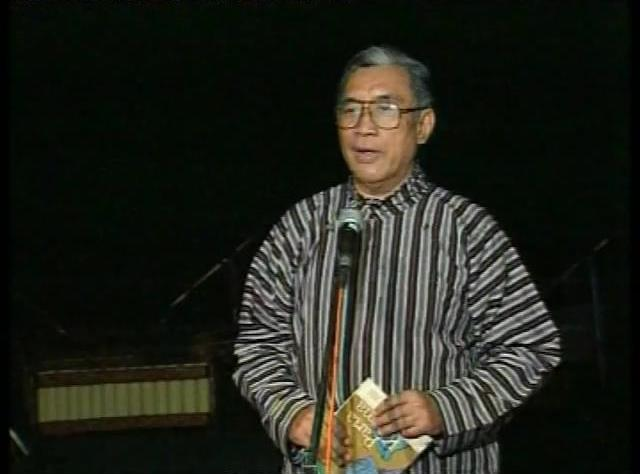
Umar Kayam
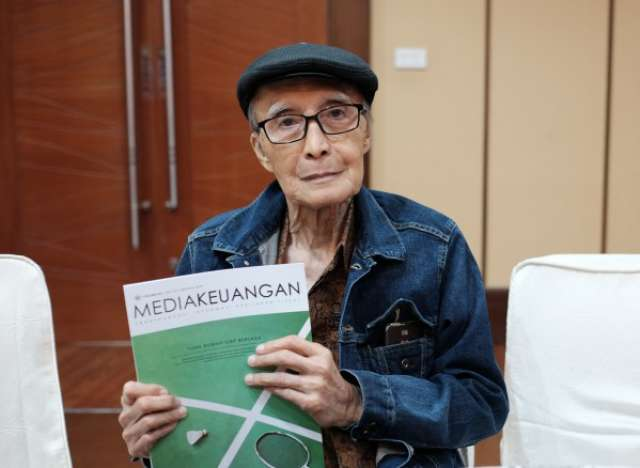
Sapardi Djoko Damono

### Angkatan 1980-an: laDécade des années 1980
- Tohari (1948-), Dorothea Rosa Herliany (1963-), Agus R. Sarjono (1963-), Afrizal Malna (1957-), poète et dramaturge

- Ahmadun Yosi Herfanda (1958-)
  - Ladang Hijau (1980)
  - Sajak Penari (1990)
  - Sebelum Tertawa Dilarang (1997)
  - Fragmen-fragmen Kekalahan (1997)
  - Sembahyang Rumputan (1997)
- Toeti Heraty (1933-)
  - Lukisan Wanita 1938 (1989)
  - Surat Dari Olso (1985)
- Sitor Situmorang (1923-2014)
  - Si Anak Hilang
- Y.B Mangunwijaya (1929-1999)
  - Burung-burung Manyar (1981)
- Darman Moenir
  - Bako (1983)
  - Dendang (1988)
- Budi Darma (1937-)
  - Olenka (1983)
  - Rafilus (1988)
- Sindhunata
  - Anak Bajang Menggiring Angin (1984)
- Arswendo Atmowiloto
  - Canting (1986)
- Hilman Hariwijaya
  - Lupus, 28 nouvelles (1986–2007)
  - Lupus Kecil, 13 nouvelles (1989–2003)
  - Olga Sepatu Roda (1992)
  - Lupus ABG, 11 nouvelles (1995–2005)
- Dorothea Rosa Herliany
  - Nyanyian Gaduh (1987)
  - Matahari yang Mengalir (1990)
  - Kepompong Sunyi (1993)
  - Nikah Ilalang (1995)
  - Mimpi Gugur Daun Zaitun (1999)
- Afrizal Malna[4]
  - Abad Yang Berlari (1984)
  - Yang Berdiam Dalam Mikropon (1990)
  - Arsitektur Hujan (1995)
  - Kalung Dari Teman (1998)
- Gustaf Rizal
  - Segi Empat Patah Sisi (1990)
  - Segi Tiga Lepas Kaki (1991)
  - Ben (1992)
  - Kemilau Cahaya dan Perempuan Buta (1999)
- Remy Sylado (1945-)
  - Ca Bau Kan (1999)
  - Kerudung Merah Kirmizi (2002)

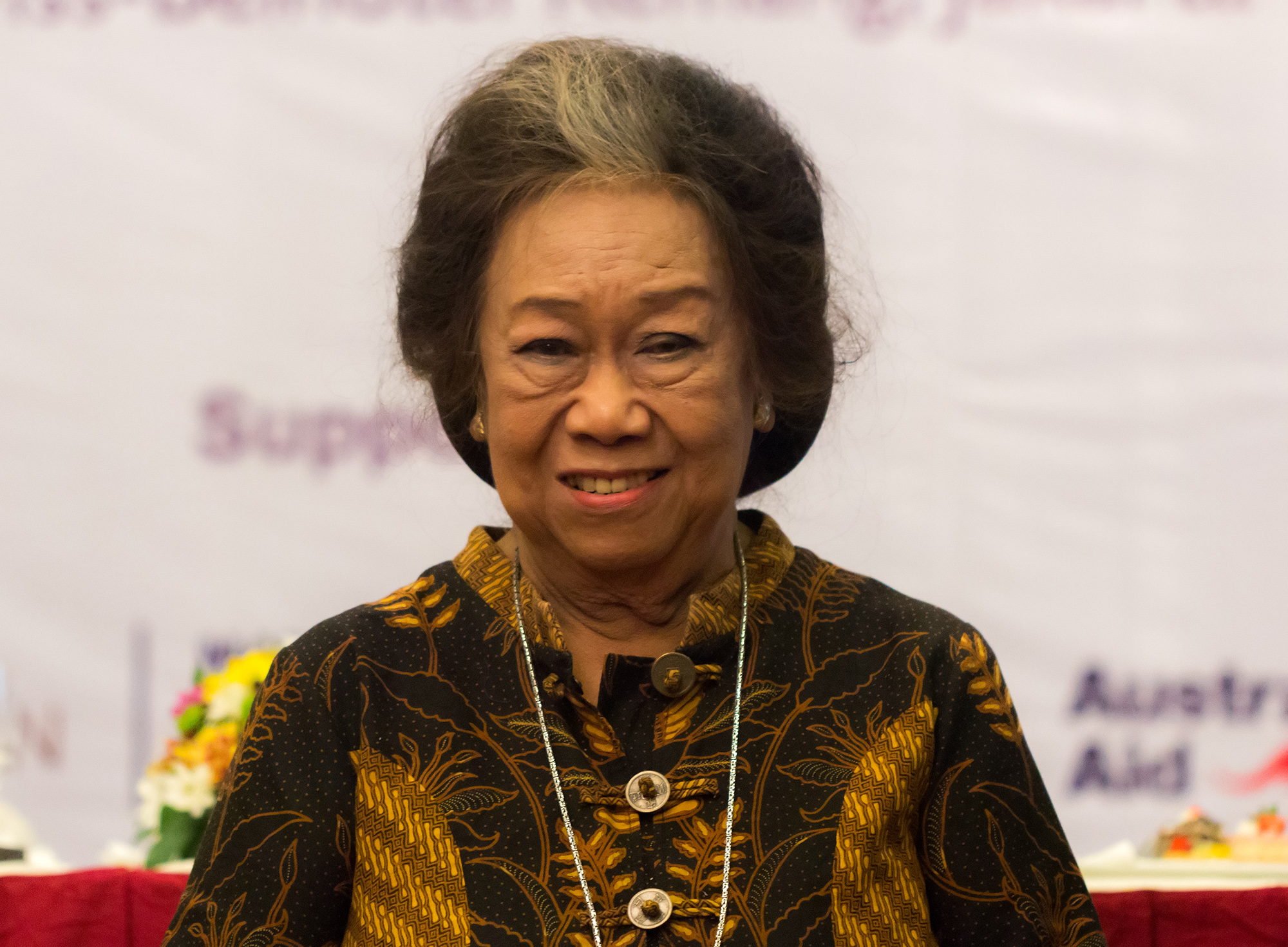
Toeti Heraty
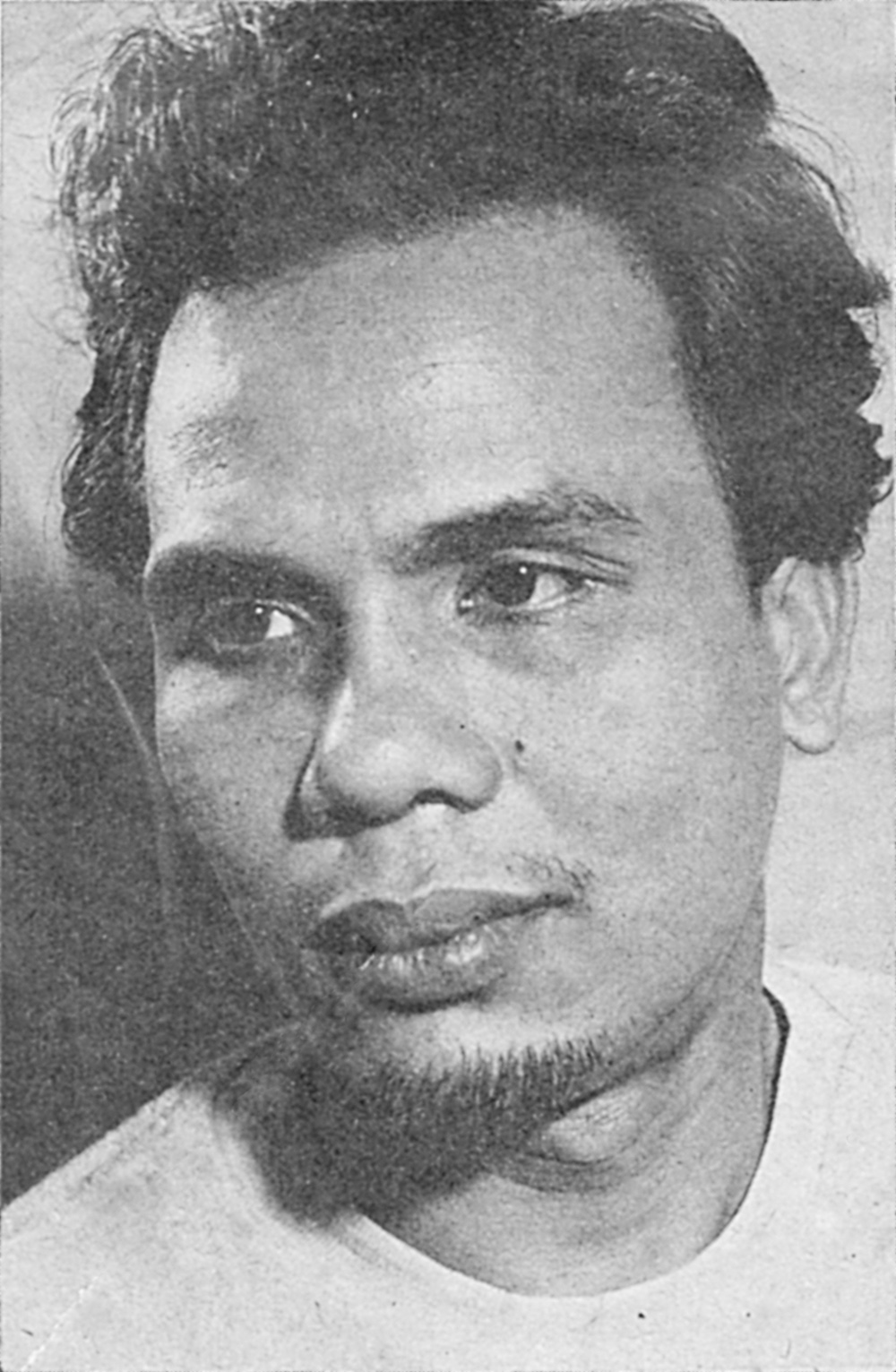
Sitor Situmorang

## Depuis 1995
La fin du régime Soeharto a également permis la prise de conscience du rôle des Indonésiens d'origine chinoise dans la formation de la langue nationale. On reconnaît désormais l'importance de la sastra Melayu-Tionghoa (« littérature sino-malaise ») qui a produit plus de 3 000 œuvres de quelque 800 auteurs entre 1870 et 1960, soit bien plus que le nombre d'œuvres et d'écrivains en indonésien moderne. Cette littérature a souffert du préjugé à l'égard de la langue dans laquelle elle est écrite, considérée comme du « malais inférieur », par opposition au « malais supérieur » qu'on trouverait dans les ouvrages publiés par la Balai Pustaka. Le débat en cours au sujet de cette littérature oblige à redéfinir ce qu'il faut considérer comme de la littérature indonésienne, et plus généralement, de ce qui est indonésien".

### Angkatan Reformasi:la période de Réforme(post-Suharto)
- Acep Zamzam Noor (1960-)
  - Tamparlah Mukaku!  (1982)
  - Aku Kini Doa (1986)
  - Menjadi Penyair Lagi (2007)
  - Bagian dari Kegembiraan (2013)
- Ayu Utami (1968-)
  - Saman (1998)
  - Larung (2001)
- Joko Pinurbo (1962-)
  - Celana (1999)
  - Di Bawah Kibaran Sarung (2001)
  - Kekasihku (2004)
  - Baju Bulan (2013)
  - Srimenanti (2019)
- Leila Chudori (1962-)
  - 9 Dari Nadira (2009)
  - Pulang (2012)
  - Laut Bercerita (2017)
- Linda Christanty (1970-)
  - Militerisme dan Kekerasan di Timor Timur (1998)
  - Kuda Terbang Maria Pinto (2004)
  - Rahasia Selma (2010)
  - Dari Jawa Menuju Atjeh (2010)
  - Seekor Anjing Mati di Bala Murghab (2013)
- Nirwan Dewanto (1961-)
  - Kebudayaan Indonesia: Pandangan (1991)
  - Senjakala Kebudayaan (1996)
  - Buli-Buli Lima Kaki (2010)
  - Satu Setengah Mata-mata (2016)
  - Buku Merah (2017)
- Seno Gumira Ajidarma (1958-)
  - Atas Nama Malam
  - Sepotong Senja untuk Pacarku
  - Biola Tak Berdawai
- Andrea Hirata (1967-)
  - Laskar Pelangi (2005)
  - Sang Pemimpi (2006)
  - Edensor (2007)
  - Maryamah Karpov (2008)
  - Dwilogi Padang Bulan & Cinta Di Dalam Gelas (2010)
  - Sebelas Patriot (2011)
- Widji Thukul (1963-)
  - Puisi Pelo
  - Darman

### Angkatan 2000-an: laGénération des années 2000
- Ahmad Fuadi (1972-)
  - Negeri 5 Menara (2009)
  - Ranah 3 Warna (2011)
- Azhari Aiyub (1981-)
  - Perempuan Pala (2005)
  - Kura-Kura Berjanggut (2018)
- Dewi Lestari (1976-) [5] (Dee Lestari)
  - Supernova 1: Ksatria, Puteri dan Bintang Jatuh (2001)
  - Supernova 2: Akar (2002)
  - Supernova 3: Petir (2004)
  - Filosofi Kopi (2005)
  - Rectoverso (2009)
  - Perahu Kertas (2010)
  - Supernova 4: Partikel (2012)
  - Supernova 5: Gelombang (2014)
- Eka Kurniawan (1975-)
  - Les Belles de Halimunda (2002)
  - Lelaki Harimau (2004)
  - Seperti Dendam, Rindu Harus Dibayar Tuntas (2014)
- Feby Indirani (1979-)
  - Simfoni Bulan (2006)
  - Alien itu Memilihku (2014)
  - Bukan Perawan Maria (2017)
- Herlinatiens (1982-)
  - Garis Tepi Seorang Lesbian (2003)
  - Dejavu, Sayap yang Pecah (2004)
- Habiburrahman El Shirazy (id) (1976-)
  - Ayat-Ayat Cinta (2004)
  - Ketika Cinta Berbuah Surga (2005)
  - Ketika Cinta Bertasbih 1 (2007)
  - Ketika Cinta Bertasbih 2 (2007)
  - Dalam Mihrab Cinta (2007)
- Intan Paramaditha (1982-)
  - Sihir Perempuan (2005)
  - Gentayangan: Pilih Sendiri Petualangan Sepatu Merahmu (2017)
- Laksmi Pamuntjak (1971-)
  - Amba (2012)
  - Aruna dan Lidahnya (2015)
- Nukila Amal (1971-)
  - Cala Ibi (2003)
  - Laluba (2005)
- Nuril Basri (1985-)
  - Bukan Perjaka (2012)
  - Enak (2016)
- Okky Madasari (1984-)
  - Entrok (2010)
  - 86 (2011)
  - Maryam (2012)
- Raudal Tanjung Banua (1975-)
  - Pulau Cinta di Peta Buta (2003)
  - Ziarah bagi yang Hidup (2004)
  - Parang Tak Berulu (2005)

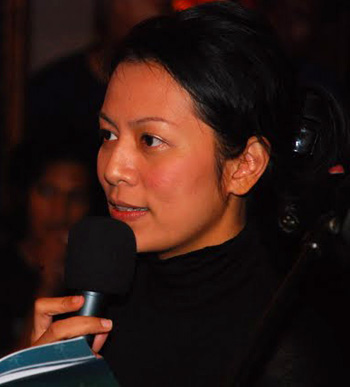
Dewi Lestari
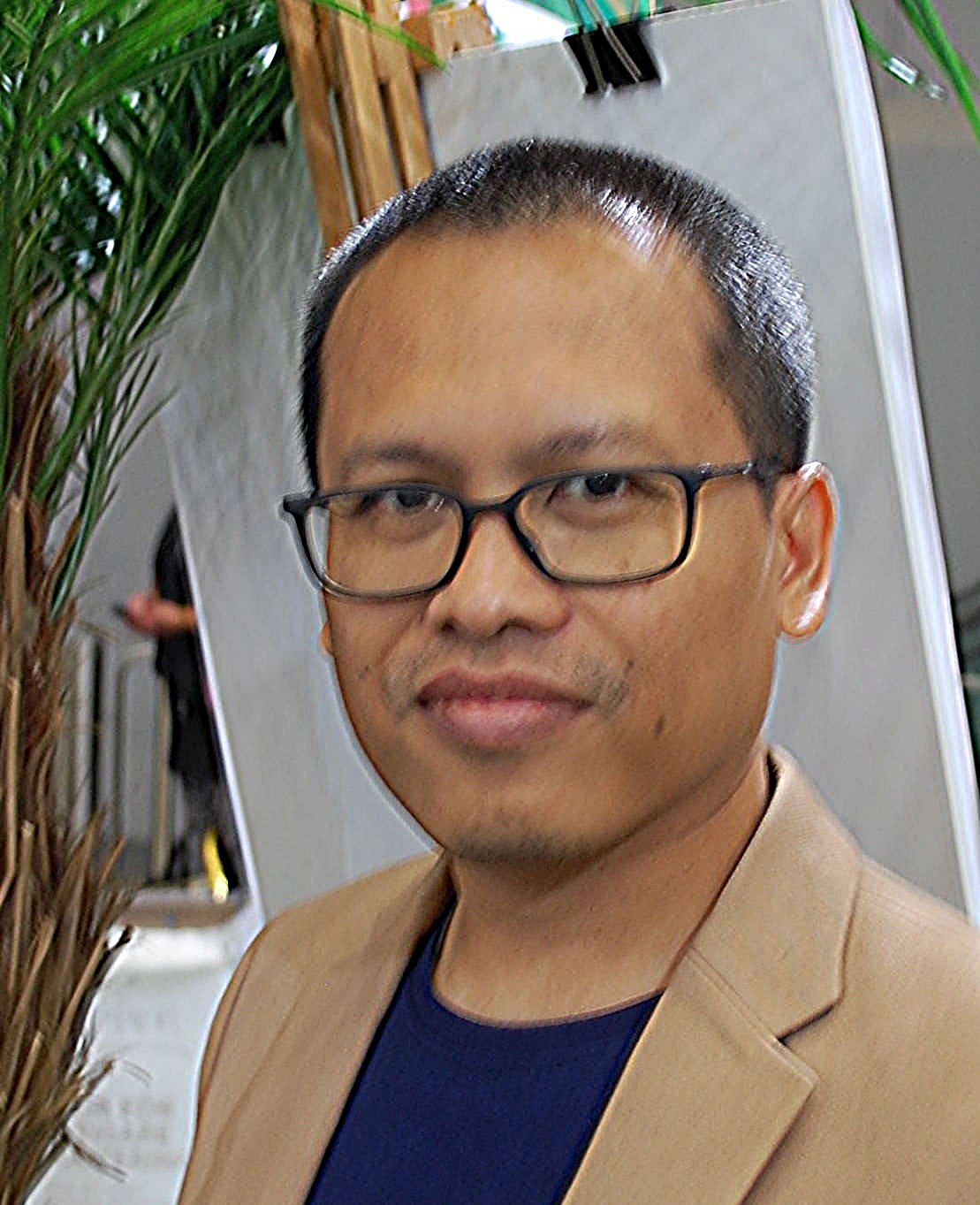
Eka Kurniawan
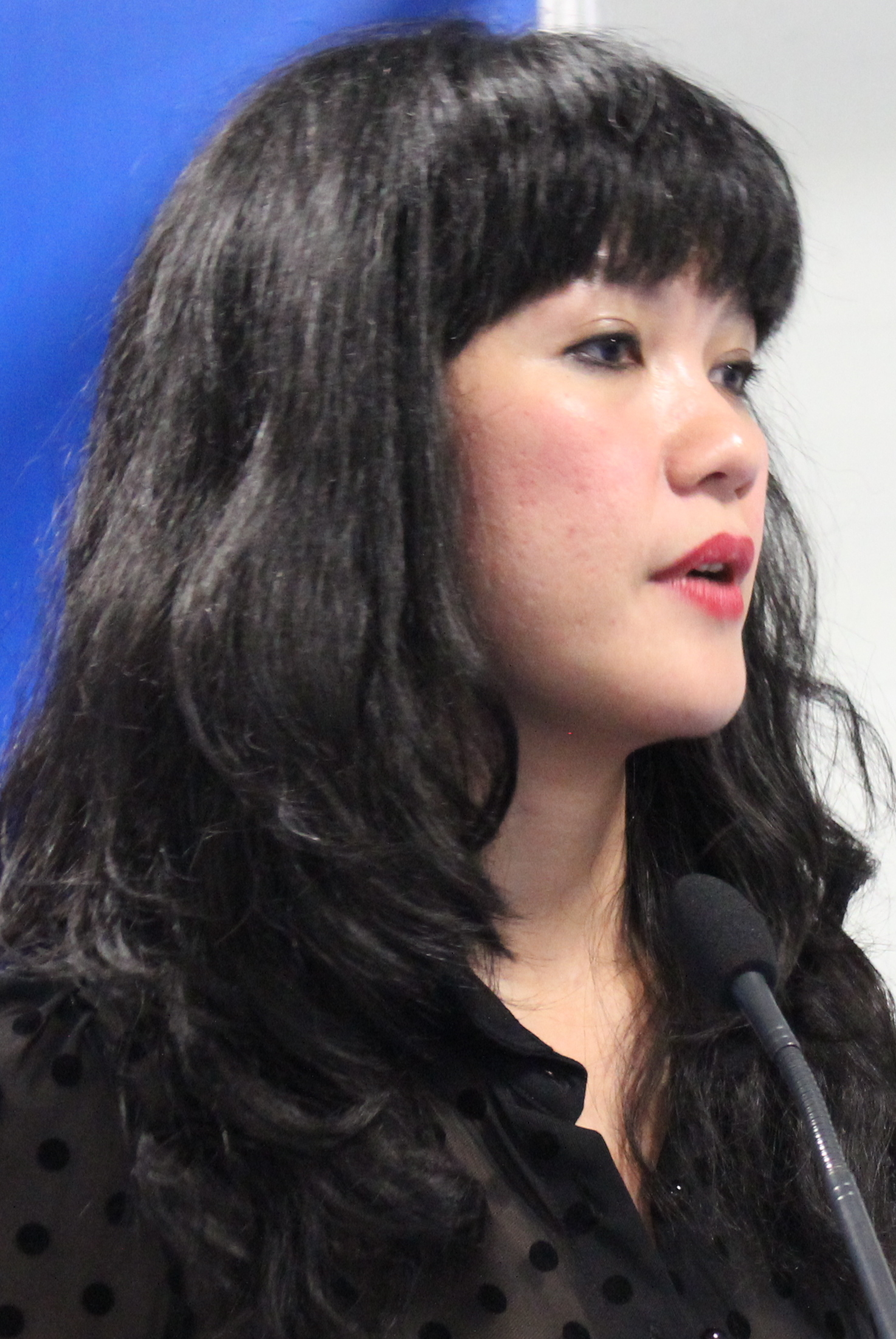
Intan Paramaditha

## Poèmes indonésiens
- Poèmes indonésiens
  - Arjunawiwaha
  - Kakawin
  - Kidung Sunda
  - Nagarakertagama, épopée de Mpu Prapanca

## Romans indonésiens
- Tjerita Si Tjonat (1900)
- Belenggu (1940)
- Atheis (1949)
- It's Not an All Night Fair (1951)
- Jalan Tak Ada Ujung (1952, Une route sans fin)
- Senja di Jakarta (1963)
- La Fille du rivage (1965)
- Le Monde des hommes (1975)
- Harimau! Harimau! (1975)
- Saman (1998) d'Ayu Utami, Prix du Prince Claus 2000
- Les Belles de Halimunda de Eka Kurniawan
- Obama Anak Menteng (2010, concernant Barack Obama
- Jakarta! (2012)

## Institutions
- Agence de développement et de construction et de la langue indonésienne (1947)
- Festivals littéraires en Indonésie (en)
- Magazines littéraires publiés en Indonésie (en) : Horison, Poedjangga Baroe
- Jakarta Arts Council Novel Competition
- Rancage Literary Award
- Prix des écrivains de l'Asie du Sud-Est (SEA, lauréats sur la version anglophone)
- Chommanard Book Prize (en)

## Autres
- Littérature balinaise (en)
- Littérature javanaise (en)
- Littérature soundanaise (en)
- Philosophie indonésienne (en)
- Littérature indonésienne d'exil (en)

## Auteurs
- Liste de poètes de langue indonésienne (en)
- Liste chronologique d'auteurs indonésiens

### Quelques écrivains indonésiens
- Lie Kim Hok (1853-1912)
- Chairil Anwar
- R. A. Kartini
- Motinggo Busye
- Sutan Takdir Alisjahbana
- Umar Kayam
- Moehamad Yamin
- Ramadhan K. H. (de) (1927-2006)
- Ajip Rosidi
- Putu Wijaya
- Remy Sylado
- Sanusi Pane
- Mochtar Lubis (1922-2006)
- Pramoedya Ananta Toer (1925-2006)

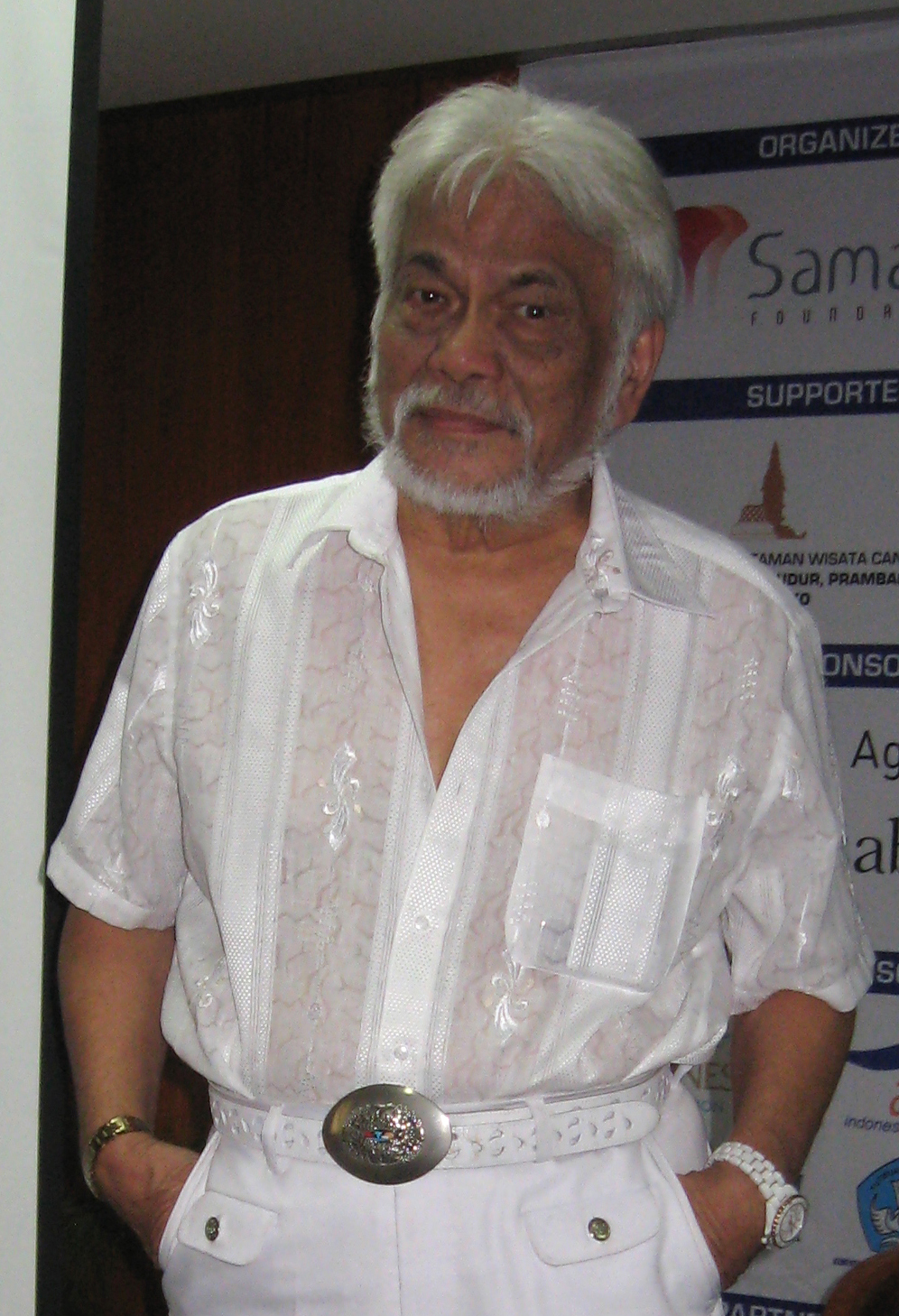
Remy Sylado

- Willibrordus Surendra Broto Rendra (1935-2009)
- Taufiq Ismail (1935)
- Nh. Dini (1936-2018)
- Agus R. Sarjono (1962)
- Dorothea Rosa Herliany (1963)
- Ayu Utami (1968)
- Dewi Lestari
- Eka Kurniawan (1975)

### Dramaturges
- Andjar Asmara, Boni Avibus, Kamadjaja, Karim Halim, Raden Machjar Angga Koesoemadinata, Kwee Tek Hoay, Lauw Giok Lan, Achdiat Karta Mihardja, Njoo Cheong Seng, Arifin C. Noer, Willibrordus S. Rendra, Nano Riantiarno, Helvy Tiana Rosa, Agus R. Sarjono, Remy Sylado, Tio Tek Djien, Putu Wijaya, Mohammad Yamin